# Sense títol
|  | Per a altres significats, vegeu «Sense Títol (Antoni Cumella)». |

Sense títol és un dibuix, a tinta sobre paper, fet pel pintor català Joan Brotat i Vilanova, datat cap al 1953 i que forma part del fons de la col·lecció de la Fundació Municipal d'Art Joan Abelló, al Museu Abelló de Mollet del Vallès.

## Descripció iconogràfica
En l'obra apareixen dues figures —un home i una dona— vestits amb indumentària típica de la pagesia; es tracta, doncs, d'una escena rural, de composició atapeïda amb dos pagesos que treballen al camp.
La dona —amb faldilla llarga, davantal i el cap cobert— resta dreta, subjectant una gerra sota el braç, i mira directament l'espectador. L'home —amb barba i barret— està mig ajupit, amb el cap de perfil, i ens mira amb un ull, que destaca per la seva grandesa. Sembla que agafa alguna cosa amb les mans. Al seu costat, trobem dos animals de tir, segurament ases, també de perfil i amb uns grans ulls dirigits cap a l'espectador.
Entre l'home i la dona hi ha una construcció ovalada de tres pisos, presumiblement de pedra, amb dos objectes a la part superior.
Al fons, envoltant els personatges, trobem els camps —dels quals destaca el central, de blat encara per segar— i un camí, que s'allunya fins a l'horitzó i proporciona una certa perspectiva.
Tal com es fa palès en el dibuix que ens ocupa, Brotat pren com a model ètic i estètic temes relacionats amb la natura i la societat rural, l'artesania i el món preindustrial. Amb paraules d'Àlex Mitrani: “L'artista s'identifica amb aquestes formes de treball i els valors que s'hi associen: la humilitat, la modèstia, la tradició, la rusticitat, l'aplicació i la proximitat amb la matèria”.